# Bologna Jazz Festival
Bologna Jazz Festival (abbreviato BJF) è considerato il più antico festival musicale italiano dedicato al jazz; fu fondato nel 1958. Si svolge annualmente a Bologna, con eventi anche a Ferrara e Modena, nel mese di novembre.

## Storia

### Le origini
La prima edizione del festival del jazz si svolse nel 1958 ad opera di Alberto Alberti - appassionato del genere e fondatore del Disclub, il primo negozio italiano interamente dedicato a dischi jazz - e di Antonio “Cicci” Foresti, che aveva organizzato alcuni concerti dell'ensemble bolognese Doctor Dixie Jazz Band, di cui faceva parte come clarinettista il giovane Pupi Avati.
Questo primo appuntamento, presso l'Antoniano, fu chiamato Festival del Jazz Emiliano. L'anno successivo gli organizzatori riproposero l'incontro chiamandolo solo Festival del Jazz e invitarono come ospite d'onore il trombettista Chet Baker.
Alla sua terza edizione, l'evento assunse ufficialmente il nome di Festival Internazionale del Jazz e acquistò in città sempre più credito, approdando in luoghi di grande frequentazione come il Palasport e il Teatro Duse. Nel frattempo nacque anche il primo Jazz Club che, insieme ad Alberti e al Comune di Bologna, si occupava dell'organizzazione.
Il palco del Festival Internazionale del Jazz divenne presto molto ambito e negli anni vi salirono i più grandi nomi del momento: Charles Mingus, Dexter Gordon, Don Cherry, Steve Lacy, Bill Evans, Gato Barbieri, Kenny Clarke, Phil Woods, Keith Jarrett, Stan Getz, Ornette Coleman, Ray Charles, Dizzy Gillespie, Duke Ellington, B.B. King, Sarah Vaughan, Miles Davis, McCoy Tyner e molti altri ancora.

### L'interruzione e il periodo di mezzo
Dopo stagioni di altissimo livello, in cui il festival divenne un punto di riferimento europeo per il jazz, giunti alla XVI edizione la scarsità di finanziamenti pubblici e un'aria di contestazione politica che in quegli anni, alla fine dei settanta, si stava spandendo nelle città, il festival si trovò nell'impossibilità di proseguire e gli organizzatori nel 1976 decisero per la chiusura.
Dopo alcuni anni di pausa, il Jazz Club di |Alberti - con la collaborazione alternata di alcune istituzioni come il Comune, l'Università o il Teatro Comunale, e sponsor privati - ripropose delle rassegne dedicate al jazz: si passò così dal Jazz e altro varato nel 1982 al Jazz Bologna dal 1987 in poi, fino al JazBo del 1989 e al Bologna sogna dal 1990 al 1992. Seppure senza più una continuità, a tutti gli eventi parteciparono musicisti di grande prestigio internazionale e vi furono in città eccellenti ritorni (basti citare, su tutti, Chet Baker, Sarah Vaughan, Keith Jarrett, Michel Petrucciani).
Dal 1992 al 2002 ci fu un decennio di stop. Le rassegne jazz cittadine non ebbero più luogo se non all'interno di locali, osterie e club votati al genere. Nel 2002 Leonardo Giardina propose all'allora sindaco Giorgio Guazzaloca di far rinascere il festival jazz bolognese, affidandone l'organizzazione all'associazione Umbria Jazz. Il New Festival Jazz si svolse nei teatri e nei locali, e ospitò nomi del calibro di Johnny Griffin, Phil Woods, Enrico Rava, ma si fermò alla prima edizione.

### La rinascita
Dopo ulteriori quattro anni di pausa, nel 2006 il festival riprende il suo cammino, con il nome definitivo di Bologna Jazz Festival. L'organizzazione è di Marco Coppi e Massimo Mutti che avevano ideato questa rinascita del Festival e affidato la direzione artistica nuovamente ad Alberto Alberti che non riesce però a vedere questa nuova edizione perché stroncato da una grave malattia. Coppi, che dal palco del Teatro Duse aveva condotto le serate raccontando la storia del Festival e presentato gli artisti, esce dalla organizzazione subito dopo la prima edizione.
Grazie all'appoggio importante delle istituzioni e a una grande accoglienza dei locali e del pubblico, la rassegna, della durata di circa un mese, ha assunto il motto di "The Italian Autumn Jazz Event" e ha visto il coinvolgimento delle città limitrofe di Ferrara e Modena e delle rispettive province.
Numerose sono le iniziative che accompagnano ogni anno le esibizioni dei maestri del jazz: dall'inaugurazione nel 2010 della Strada del jazz in via Caprarie e via degli Orefici a Bologna, alla rassegna di film Jazz on the screen, fino alla mostra "Faces & Places – Uomini e luoghi del jazz a Bologna" tenutasi al Museo della Storia di Bologna nel 2012.

Al Bologna Jazz Festival continuano a partecipare ogni anno numerosi musicisti italiani e stranieri di grande profilo, fra cui: Steve Grossman, Cassandra Wilson, Ray Mantilla, Chick Corea, Herbie Hancock, Dave Holland, Stefano Bollani, Milton Nascimento, Rachelle Ferrell, Sonny Rollins, Richard Galliano, Uri Caine, The Manhattan Transfer, Pat Metheny, John McLaughlin ecc.